# Naturtyper i Danmark
Det danske landskab er af Natura 2000 inddelt i naturtyper, der i en officiel klassifikation dels har en benævnelse, dels et kodenummer. I det følgende gengives en oversigt over de anerkendte naturtyper i Danmark.
Numrene følger den fælleseuropæiske Natura 2000-registrering, mens benævnelserne er omarbejdet.
De *mærkede er prioriterede naturtyper (naturtyper, der vurderes som særligt truede i Europa).
Hver naturtype afgrænses af en kort liste over karakteristiske arter. Det er almindelige, vidtudbredte arter, der er lette at erkende som karplanter.
En nærmere beskrivelse ses under hver naturtype.

## Havnære naturtyper
| Type nr. | Autoriseret kort navn | Fulde navn i bekendtgørelse nr. 926 af 27 juni 2016  |
| -------- | --------------------- | ---------------------------------------------------- |
| 1110     | Sandbanke             | Sandbanker med lavvandet vedvarende dække af havvand |
| 1130     | Flodmunding           | Flodmundinger                                        |
| 1140     | Vadeflade             | Mudder- og sandflader blottet ved ebbe               |
| 1150     | Lagune                | * Kystlaguner og strandsøer                          |
| 1160     | Bugt                  | Større lavvandede bugter og vige                     |
| 1170     | Rev                   | Rev                                                  |
| 1180     | Boblerev              | Boblerev                                             |

## Havklinterogstenedestrande
| Type nr. | Autoriseret kort navn            | Fulde navn i bekendtgørelse nr. 926 af 27 juni 2016 |
| -------- | -------------------------------- | --------------------------------------------------- |
| 1210     | Strandvold med enårige planter   | Enårig vegetation på stenede strandvolde            |
| 1220     | Strandvold med flerårige planter | Flerårig vegetation på stenede strande              |
| 1230     | Kystklint eller -klippe          | Klinter eller klipper ved kysten                    |

## Strandengeogmarskkområder
| Type nr. | Autoriseret kort navn   | Fulde navn i bekendtgørelse nr. 926 af 27 juni 2016                                     |
| -------- | ----------------------- | --------------------------------------------------------------------------------------- |
| 1310     | Enårig strandvegetation | Vegetation af kveller eller andre enårige strandplanter, der koloniserer mudder og sand |
| 1320     | Vadegræssamfund         | Vadegræssamfund                                                                         |
| 1330     | Strandeng               | Strandenge                                                                              |
| 1340     | Indlandssalteng         | * Indlandssaltenge                                                                      |

## Kystklitter
| Type nr. | Autoriseret kort navn | Fulde navn i bekendtgørelse nr. 926 af 27 juni 2016                       |
| -------- | --------------------- | ------------------------------------------------------------------------- |
| 2110     | Forklit               | Forstrand og begyndende klitdannelser                                     |
| 2120     | Hvid klit             | Hvide klitter og vandremiler                                              |
| 2130     | Grå/grøn klit         | * Stabile kystklitter med urteagtig vegetation (grå klit og grønsværklit) |
| 2140     | Klithede              | * Kystklitter med dværgbuskvegetation (klithede)                          |
| 2160     | Havtornklit           | Kystklitter med havtorn                                                   |
| 2170     | Grårisklit            | Kystklitter med gråris                                                    |
| 2180     | Skovklit              | Kystklitter med selvsåede bestande af hjemmehørende træarter              |
| 2190     | Klitlavning           | Fugtige klitlavninger                                                     |
| 2250     | Enebærklit            | * Kystklitter med enebær                                                  |

## Indlandsklitter
| Type nr. | Autoriseret kort navn | Fulde navn i bekendtgørelse nr. 926 af 27 juni 2016        |
| -------- | --------------------- | ---------------------------------------------------------- |
| 2310     | Visse-indlandsklit    | Indlandsklitter med lyng og visse                          |
| 2320     | Revling-indlandsklit  | Indlandsklitter med lyng og revling                        |
| 2330     | Græs-indlandsklit     | Indlandsklitter med åbne græsarealer med sandskæg og hvene |

## Vandområder
| Type nr. | Autoriseret kort navn | Fulde navn i bekendtgørelse nr. 926 af 27 juni 2016                         |
| -------- | --------------------- | --------------------------------------------------------------------------- |
| 3110     | Lobeliesø             | Kalk- og næringsfattige søer og vandhuller (lobeliesøer)                    |
| 3130     | Søbred med småurter   | Ret næringsfattige søer og vandhuller med små amfibiske planter ved bredden |
| 3140     | Kransnålalge-sø       | Kalkrige søer og vandhuller med kransnålalger                               |
| 3150     | Næringsrig sø         | Næringsrige søer og vandhuller med flydeplanter eller store vandaks         |
| 3160     | Brunvandet sø         | Brunvandede søer og vandhuller                                              |

## Vandløb
| Type nr. | Autoriseret kort navn | Fulde navn i bekendtgørelse nr. 926 af 27 juni 2016   |
| -------- | --------------------- | ----------------------------------------------------- |
| 3260     | Vandløb               | Vandløb med vandplanter                               |
| 3270     | Å-mudderbanke         | Vandløb med tidvis blottet mudder med enårige planter |

## Heder
| Type nr. | Autoriseret kort navn | Fulde navn i bekendtgørelse nr. 926 af 27 juni 2016 |
| -------- | --------------------- | --------------------------------------------------- |
| 4010     | Våd hede              | Våde dværgbusksamfund med klokkelyng                |
| 4030     | Tør hede              | Tørre dværgbusksamfund (heder)                      |

## Krat
| Type nr. | Autoriseret kort navn | Fulde navn i bekendtgørelse nr. 926 af 27 juni 2016 |
| -------- | --------------------- | --------------------------------------------------- |
| 5130     | Enekrat               | Enekrat på heder, overdrev eller skrænter           |

## Overdrev
| Type nr. | Autoriseret kort navn  | Fulde navn i bekendtgørelse nr. 926 af 27 juni 2016                                 |
| -------- | ---------------------- | ----------------------------------------------------------------------------------- |
| 6210     | Kalkoverdrev           | Overdrev og krat på mere eller mindre kalkholdig bund (* vigtige orkidélokaliteter) |
| 6120     | Tørt kalksandsoverdrev | * Meget tør overdrevs- eller skræntvegetation på kalkholdigt sand                   |
| 6230     | Surt overdrev          | * Artsrige overdrev eller græsheder på mere eller mindre sur bund                   |

## Kulturskabte, våde enge
| Type nr. | Autoriseret kort navn | Fulde navn i bekendtgørelse nr. 926 af 27 juni 2016           |
| -------- | --------------------- | ------------------------------------------------------------- |
| 6410     | Tidvis våd eng        | Tidvis våde enge på mager eller kalkrig bund, ofte med blåtop |
| 6430     | Urtebræmme            | Bræmmer med høje urter langs vandløb eller skyggende skovbryn |

## Sure moserogtørvemoser
| Type nr. | Autoriseret kort navn | Fulde navn i bekendtgørelse nr. 926 af 27 juni 2016                            |
| -------- | --------------------- | ------------------------------------------------------------------------------ |
| 7110     | Højmose               | * Aktive højmoser                                                              |
| 7120     | Nedbrudt højmose      | Nedbrudte højmoser med mulighed for naturlig gendannelse                       |
| 7140     | Hængesæk              | Hængesæk og andre kærsamfund dannet flydende i vand                            |
| 7150     | Tørvelavning          | Plantesamfund med næbfrø, soldug eller ulvefod på vådt sand eller blottet tørv |

## Kalkrigelavmoser
| Type nr. | Autoriseret kort navn | Fulde navn i bekendtgørelse nr. 926 af 27 juni 2016 |
| -------- | --------------------- | --------------------------------------------------- |
| 7210     | Avneknippemose        | * Kalkrige moser og sumpe med hvas avneknippe       |
| 7220     | Kildevæld             | * Kilder og væld med kalkholdigt (hårdt) vand       |
| 7230     | Rigkær                | Rigkær                                              |

## Klippesprækker
| Type nr. | Autoriseret kort navn            | Fulde navn i bekendtgørelse nr. 926 af 27 juni 2016               |
| -------- | -------------------------------- | ----------------------------------------------------------------- |
| 8220     | Indlandsklippe                   | Indlandsklipper af kalkfattige bjergarter                         |
| 8230     | Indlandsklippe med pionerplanter | Indlandsklipper af kalkfattige bjergarter med pionerplantesamfund |

## Havgrotter
| Type nr. | Autoriseret kort navn | Fulde navn i bekendtgørelse nr. 926 af 27 juni 2016 |
| -------- | --------------------- | --------------------------------------------------- |
| 8330     | Havgrotte             | Havgrotter, der står helt eller delvis under vand   |

## Skove
| Type nr. | Autoriseret kort navn    | Fulde navn i bekendtgørelse nr. 926 af 27 juni 2016      |
| -------- | ------------------------ | -------------------------------------------------------- |
| 9110     | Bøg på mor               | Bøgeskove på morbund uden kristtorn                      |
| 9120     | Bøg på mor med kristtorn | Bøgeskove på morbund med kristtorn                       |
| 9130     | Bøg på muld              | Bøgeskove på muldbund                                    |
| 9150     | Bøg på kalk              | Bøgeskove på kalkbund                                    |
| 9160     | Ege-blandskov            | Egeskove og blandskove på mere eller mindre rig jordbund |
| 9170     | Vinteregeskov            | Vinteregeskove i østlige (subkontinentale) egne          |
| 9190     | Stilkege-krat            | Stilkegeskove og -krat på mager sur bund                 |
| 91D0     | Skovbevokset tørvemose   | * Skovbevoksede tørvemoser                               |
| 91E0     | Elle- og askeskov        | * Elle- og askeskove ved vandløb, søer og væld           |